# Liste der Nummer-eins-Hits in Belgien (1962)
Diese Liste enthält alle Nummer-eins-Hits in Belgien im Jahr 1962. Es gab in diesem Jahr acht Nummer-eins-Singles.
| Singles |
| --- |
| - Chubby Checker – Let's Twist Again - 2 Monate (1. Januar – 28. Februar, insgesamt 10 Wochen) - Paul Anka – Love Me Warm And Tender - 2 Monate (1. März – 30. April) - Conny Froboess – Zwei kleine Italiener - 2 Monate (1. Mai – 30. Juni) - Ray Charles – I Can't Stop Loving You - 2 Monate (1. Juli – 31. August) - Pat Boone – Speedy Gonzales - 1 Monat (1. September – 30. September) - Paul Anka – Every Night (Without You) - 1 Monat (1. Oktober – 31. Oktober) - The Tornados – Telstar - 1 Monat (1. November – 30. November) - Chris Montez – Let's Dance - 1 Monat (1. Dezember – 31. Dezember) |